# Journée internationale de commémoration des victimes de l'esclavage et de la traite transatlantique des esclaves
La Journée internationale de commémoration des victimes de l'esclavage et de la traite transatlantique des esclaves commémorée depuis 2007 chaque 25 mars, est une journée mise en place par l'Organisation des Nations unies pour rendre hommage aux victimes de l'esclavage et de la traite transatlantique,,,,.  
Cette journée commémore aussi l'esclavage contemporain,,,.    
Un mémorial commémoratif permanent a été construit par l'architecte Rodney Léon au Siège de l’Organisation des Nations unies à New York,,.